# Weens (schaakopening)
Bij schaken wordt de Weense opening gekenmerkt door de zetten 1.e4 e5 2.Pc3; deze opening is ingedeeld bij de open spelen.
Ze werd geanalyseerd door Carl Jaenisch en de opening werd vaak gespeeld door Bent Larsen. De zet van het paard naar c3 is geen aanvalszet maar een goede ontwikkelingszet. Na 3.f4 ontstaan er stellingen uit het koningsgambiet.
De belangrijkste antwoorden van zwart zijn:
- 2... Lc5 (de lopervariant)
- 2... Pc6 (de Max-Langeverdediging)
- 2... Pf6 (de Falkbeerverdediging)

| Weens                | 1.e4 e5 2.Pc3 (diagram)                                                                              |
| Zhuravlev            | 1.e4 e5 2.Pc3 Lb4 4.Dg4 Pf6                                                                          |
| lopervariant         | 1.e4 e5 2.Pc3 Lc5                                                                                    |
| Max Lange            | 1.e4 e5 2.Pc3 Pc6                                                                                    |
| Paulsen              | 1.e4 e5 2.Pc3 Pc6 3.g3                                                                               |
| Fyfegambiet          | 1.e4 e5 2.Pc3 Pc6 3.d4                                                                               |
| driepaarden          | 1.e4 e5 2.Pc3 Pc6 3.Pf3                                                                              |
| Kenskov              | 1.e4 e5 2.Pc3 Pc6 3.Lb5                                                                              |
| Weens gambiet        | 1.e4 e5 2.Pc3 Pc6 3.f4                                                                               |
| Steinitzgambiet      | 1.e4 e5 2.Pc3 Pc6 3.f4 exf4 4.d4                                                                     |
| Zukertort            | 1.e4 e5 2.Pc3 Pc6 3.f4 exf4 4.d4 Dh4 5.Ke2 d5                                                        |
| Fraser-Minck         | 1.e4 e5 2.Pc3 Pc6 3.f4 exf4 4.d4 Dh4 5.Ke2 b6                                                        |
| Piercegambiet        | 1.e4 e5 2.Pc3 Pc6 3.f4 exf4 4.Pf3 g5                                                                 |
| Alapin               | 1.e4 e5 2.Pc3 Pc6 3.f4 exf4 4.Pf3 g5 5.h4 g4 6.Pg5 d6                                                |
| Dubois               | 1.e4 e5 2.Pc3 Pc6 3.f4 exf4 4.Pf3 g5 5.Lc4 g4 6.0-0 gxf3 7.Dxf3 Pe5 8.Dxf4 Df6                       |
| Falkbeer             | 1.e4 e5 2.Pc3 Pf6                                                                                    |
| Mengarini            | 1.e4 e5 2.Pc3 Pf6 3.a3                                                                               |
| Frankenstein-Dracula | 1.e4 e5 2.Pc3 Pf6 3.Lc4 Pxe4 4.Dh5 Pd6 5.Lb3 Pc6?! 6.Pb5 g6 7.Df3 f5 8.Dd5 De7 9.Pxc7 Kd8 10.Pxa8 b6 |
| Adams                | 1.e4 e5 2.Pc3 Pf6 3.Lc4 Pxe4 4.Dh5 Pd6 5.Lb3 Pc6 6.d4                                                |
| Aljechin             | 1.e4 e5 2.Pc3 Pf6 3.Lc4 Pxe4 4.Pf3                                                                   |
| Kaufmann             | 1.e4 e5 2.Pc3 Pf6 3.f4 d5 4.fxe5 Pxe4 5.Pf3 Lg4 6.De2                                                |
| Breyer               | 1.e4 e5 2.Pc3 Pf6 3.f4 d5 4.fxe5 Pxe4 5.Pf3 Le7                                                      |
| Paulsen              | 1.e4 e5 2.Pc3 Pf6 3.f4 d5 4.fxe5 Pxe4 5.Df3                                                          |
| Bardeleben           | 1.e4 e5 2.Pc3 Pf6 3.f4 d5 4.fxe5 Pxe4 5.Df3 f5                                                       |
| Heyde                | 1.e4 e5 2.Pc3 Pf6 3.f4 d5 4.fxe5 Pxe4 5.Df3 f5 6.d4                                                  |
| Würzburg             | 1.e4 e5 2.Pc3 Pf6 3.f4 d5 4.fxe5 Pxe4 5.d3 Dh4 6.g3 Pg3 7.Pf3-Dh5 8.Pd5                              |
| Steinitz             | 1.e4 e5 2.Pc3 Pf6 3.f4 d5 4.d3                                                                       |